# Admiralitätsinseln

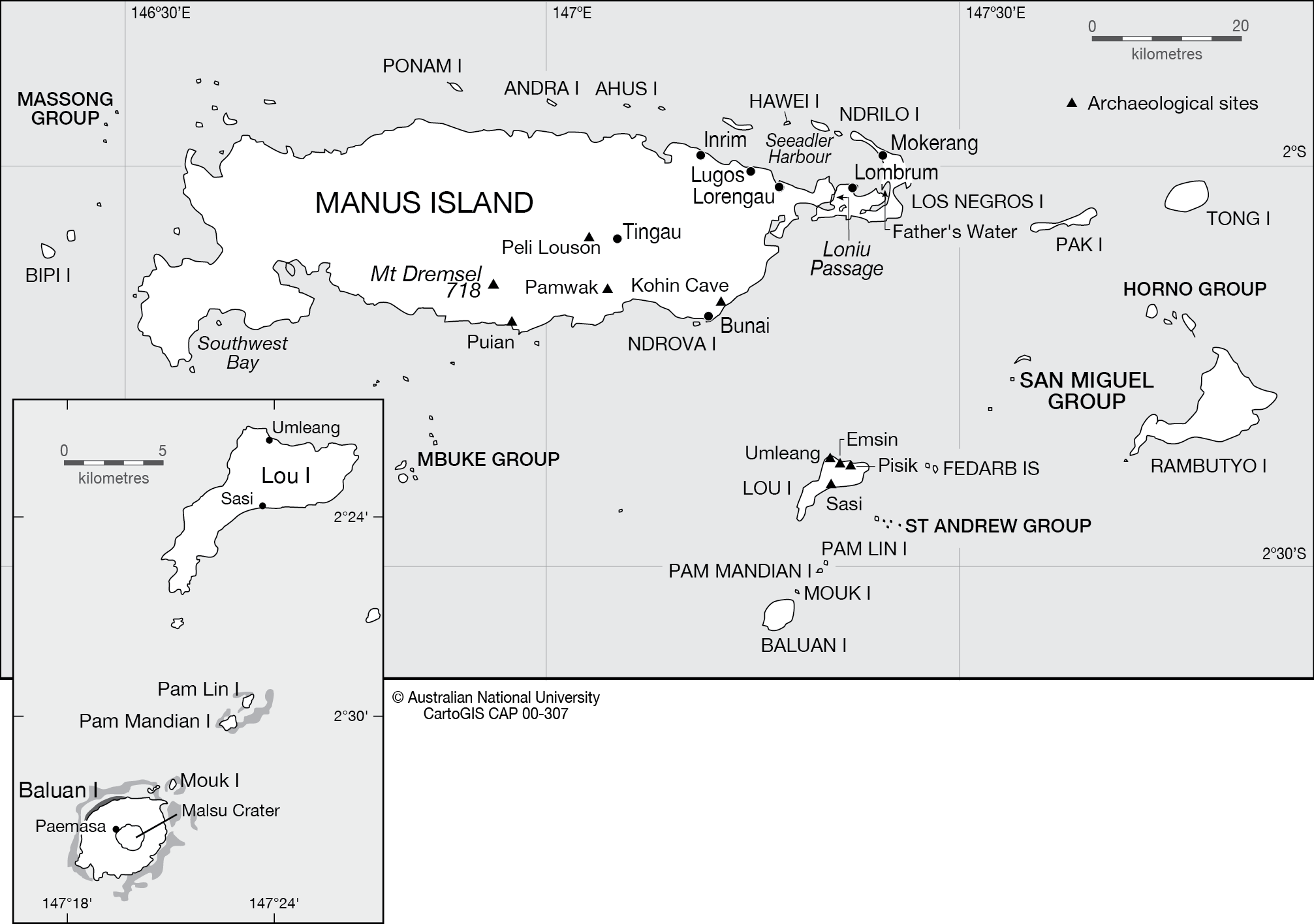
Übersichtskarte der Admiralitätsinseln

Die Admiralitätsinseln (englisch Admiralty Islands oder Manus Islands) gehören zum Bismarck-Archipel und bilden eine Inselgruppe im Pazifischen Ozean nordöstlich von Neuguinea. Die Inseln bilden zusammen mit den kleineren Westlichen Inseln die Provinz Manus in der Inselregion von Papua-Neuguinea.

## Geographie
Die eigentlichen Admiralitätsinseln bestehen aus der Hauptinsel Manus (auf alten Karten auch als Taui bezeichnet), einer sehr gebirgigen und lange Zeit unerforschten Insel, sowie einer Anzahl kleiner Koralleninseln.
Die Inselgruppe umfasst etwa 40 Inseln, davon 18 größere, und hat ein Areal von 2170 km². Die größeren Inseln bzw. Inselgruppen sind:
- Alim-Inseln, auch Elisabeth-Inseln
- Lou, auch Sankt Georgs-Insel
- Los-Negros-Insel
- Manus – die Hauptinsel, 1554 km²
- Ndrova-Insel
- Nihon-Insel
- Tong, auch Sankt-Rafael-Insel
- Pak, auch Sankt Gabriel-Insel
- Rambutyo, auch Jesus-Maria-Insel
- St. Andrew-Inseln
- Johnston-Inseln

Meist rechnet man noch die Purdy-Inseln und Baluan zu dem Gebiet.
Die Inseln sind hauptsächlich von tropischem Regenwald bedeckt und beheimaten eine große Anzahl von seltenen Pflanzen, Vögeln (unter anderen Großfußhühner) und Säugetieren (unter anderen Fledermäuse).
Die Hauptstadt der Provinz Manus ist Lorengau auf der Hauptinsel. Der höchste Punkt ist der Mount Dremsel (dt.: Dremselberg) mit 720 Metern.

## Bevölkerung und Sprachen
Ebenso wie auf Neuguinea herrscht auf den Inseln eine enorme Sprachen- und Völkervielfalt. Die indigenen Einwohner werden ethnisch zu den Melanesiern gerechnet. Allein die Gruppe der Admiralitätsinsel-Sprachen wird aus 31 Einzelsprachen gebildet, die zur ozeanischen Gruppe des ost-malaiisch-polynesischen Zweiges der Zentral-Ostgruppe der austronesischen Sprachfamilie gehören.
Traditionell haben sich die Insulaner auf den subsistenzorientierten Fischfang spezialisiert; andere Nahrungsmittel wurden früher gegen Fisch bei den Nachbarvölkern getauscht.
Auf den Inseln leben heute 58.000 Einwohner (2011).

### Kulturen

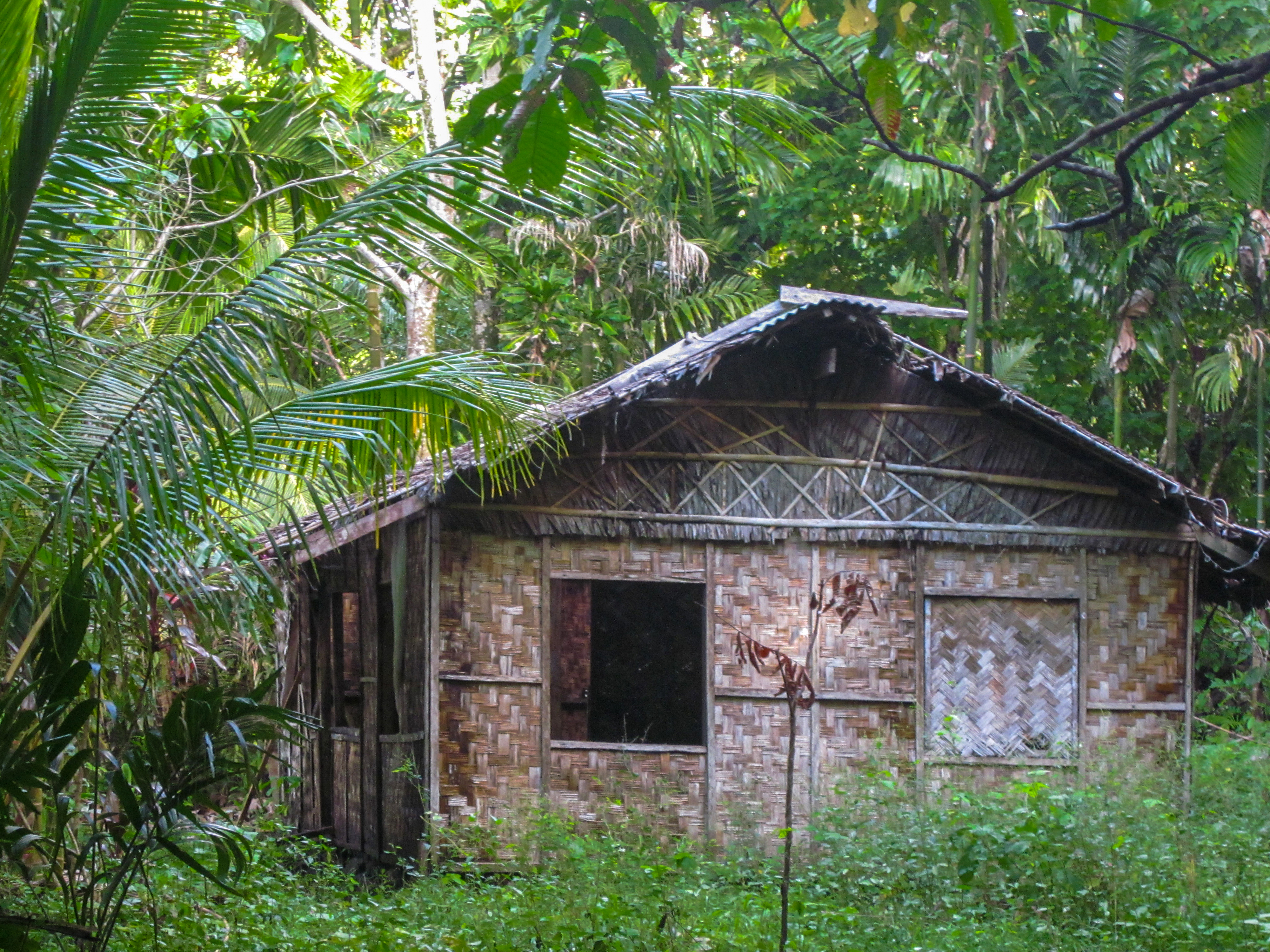
Traditionelles Haus auf der Insel Baluan

Die indigenen Bewohner der Admiralitätsinseln haben einige Elemente ihrer traditionellen Kulturen bewahren können. So geht die Mehrzahl der Menschen noch den überlieferten Wirtschaftsformen in unveränderter Weise nach. Von den 31 Sprachen sind nach Angaben der UNESCO lediglich drei in ihrem Bestand gefährdet.
Die Arbeitsteilung unter den Geschlechtern ist immer noch ausgeprägt, wenn auch nicht mehr so stark wie früher. Die Männer der Küstenbewohner etwa sind für den Bau von Gebäuden und Kanus zuständig, für den Fischfang auf offener See sowie für die Ernte von Palmfrüchten und der Vorbereitung der Gärten. Die Frauen erledigen alle anderen landwirtschaftlichen Arbeiten, fischen zusammen mit den Männern in Küstennähe und sind für die Pflege des Hauses, der Kleidung und der Dorfwege zuständig. Die Sozialstruktur ist überwiegend patriarchalisch, obwohl die Frauen eine wichtige Rolle in der Ritualkultur spielen.
Nach dem Zweiten Weltkrieg kam es durch das Wirken christlicher Missionare und den Einfluss Australiens zum kulturellen Umbruch: Die ethnischen Religionen auf der Inselgruppe – Geisterglaube und ein ausgeprägter Ahnenkult – sind heute weitgehend verschwunden: Nach den laufenden Erhebungen des evangelikal-fundamentalistisch ausgerichteten Bekehrungsnetzwerkes Joshua Project sind fast 95 % der Menschen – zumindest offiziell – Christen Früher galten beispielsweise strikte totemistische Heiratsregeln, die nur Ehen zwischen unterschiedlichen Totemclans erlaubten. Solche ethischen Normen wurden im Zuge der Christianisierung größtenteils aufgegeben; nur diverse Rituale erinnern noch daran.
Während die traditionelle Kleidung (Männer Baststoffbinde, Frauen Faserschurze oder Bastschurze) weitgehend durch moderne Kleidungsstücke ersetzt wurde, wird der klassische Schmuck (Muschelscheiben, Stäbchenkämme, Nasenstäbe, Nackengehänge aus Knochen, Objekte aus Federn oder Rinde) zumindest bei Festlichkeiten immer noch getragen.
Die Giebelhütten aus geflochtenem Palmstroh und einfache Auslegerboote mit viereckigen Mastensegeln wurden zum Teil durch Wellblechwände oder moderne Boote ersetzt.

## Geschichte

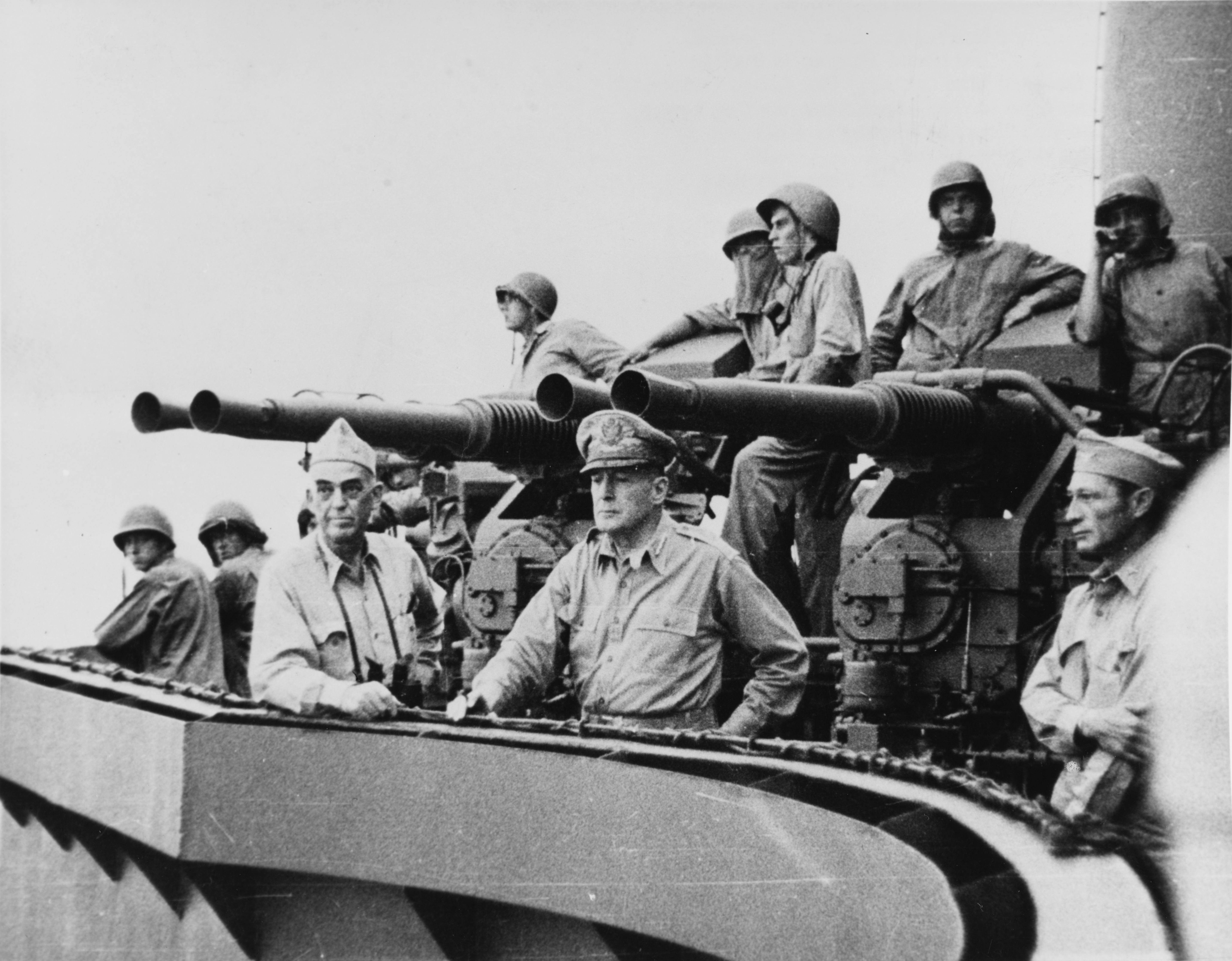
Invasion der Admiralitätsinseln 1944: Vice Admiral Thomas C. Kinkaid (m.l.) mit General Douglas MacArthur (m.) auf der Brücke des Flaggschiffs Phoenix während des Bombardements von Los Negros Island, am östlichen Ende von Manus Island, 28. Februar 1944.

Gemeinsam mit Neuguinea, dem Bismarck-Archipel und den Salomonen wurden die Admiralitätsinseln ungefähr vor 40.000 Jahren in einer Wanderungswelle aus Südostasien erstmals besiedelt, in welcher auch Australien bevölkert wurde. Die frühen Einwanderer kultivierten Taro und führten Wildpflanzen und Tiere aus Neuguinea ein, wie z. B. Nasenbeutler. Obsidian wurde gesammelt und gehandelt.
Die Lapita-Kultur entstand vor 3500 Jahren und reichte von den Admiralitätsinseln bis Tonga und Samoa. Ihre Ursprünge sind umstritten, könnten jedoch das Ergebnis einer erneuten Migrationswelle aus Südostasien gewesen sein. Die Lapita-Kultur umfasste die Einführung von Keramik, Pfahlbauten und Haustieren (Schweine, Hunde und Hühner) sowie wesentliche Entwicklungen in Landwirtschaft und Bootsbau, welche einen großräumigen Handel erlaubten. Die Lapita-Gesellschaft verschwand vor 2000 Jahren.
Der erste Europäer, der die Inseln erreichte, war Álvaro de Saavedra im Sommer 1528. Saavedra nannte die Inseln Urays la Grande.
Die Inselgruppe wurde dann erneut von Schouten und Le Maire im Jahr 1616 entdeckt und Fünfundzwanzig (Dreiundzwanzig) Inseln benannt, bevor Philipp Carteret sie 1767 wiederfand und mit ihrem heutigen Namen belegte. 1781 wurde sie von Francisco Mourelle gesichtet und als Don José Basco benannt. 1792 landete Joseph Bruny d’Entrecasteaux auf den Inseln. Danach nahm erst wieder 1874 die Besatzung des britischen Kriegsschoner Alacrity eine Anzahl von Vermessungen auf der Inselgruppe vor. Im März 1875 folgten Untersuchungen der Challenger, während der gleichnamigen Expedition unter der wissenschaftlichen Leitung von Charles Wyville Thomson.
Die Admiralitätsinseln wurden durch kaiserlichen Schutzbrief vom 17. Mai 1885 nebst den übrigen Besitzungen der Deutschen Neuguinea-Kompagnie im Bismarck-Archipel und auf Neuguinea unter den Schutz des Deutschen Reiches gestellt. Das Unternehmen Hernsheim & Co betrieb nach 1900 kleinere Kokospflanzungen und zwei Handelsniederlassungen auf den Admiralitätsinseln. 1911 richtete die Kolonialverwaltung von Deutsch-Neuguinea auf der Hauptinsel Manus eine Regierungsstation ein. Sie lag an dem Ort Seeadlerhafen im Osten der Insel. 1908 wurde die Inselgruppe durch das deutsche Vermessungsschiff Planet erneut untersucht. 1908 war die Hamburger Südsee-Expedition hier tätig.
Im Laufe des Ersten Weltkrieges wurden die Inseln 1914 von Australien erobert, das dann später auch das Verwaltungsmandat für den gesamten Bismarck-Archipel vom Völkerbund (heute Vereinte Nationen) erhielt.
Im Laufe des Zweiten Weltkrieges wurde die Inselgruppe von den Japanern besetzt, die hier im April 1942 eine Militärbasis errichteten. Am 29. Februar 1944 begann mit der Operation Brewer eine mehrwöchige Aktion, welche zur Eroberung der Inselgruppe durch alliierte Truppen aus den USA und Australien unter dem Kommando von Douglas MacArthur führte. Bald wurde eine Basis gebaut, die für das weitere Vorgehen in Neuguinea und den Philippinen wichtig wurde.
Nach dem Krieg wurde die Inselgruppe wieder von Australien verwaltet, bis Papua-Neuguinea am 16. September 1975 die volle Souveränität erreichte.
Heute gehören die Admiralitätsinseln zur Provinz Manus von Papua-Neuguinea.